# Lopez Lomong
Lopez Lomong (Kimotong, 1º gennaio 1985) è un mezzofondista statunitense di origine sudsudanese.

## Biografia
Lopez Lomong nasce in Sudan, ma già all'età di 6 anni abbandona il paese africano. Nel 1991, mentre si trova ad una cerimonia religiosa, viene rapito dalle milizie filo governative dei Janjawid. I genitori lo credono morto e celebrano i suoi funerali. In realtà Lomong riesce a sopravvivere alla prigionia e, dopo 3 settimane di detenzione, fugge in un campo profughi del Kenya nel quale rimane per 10 anni. Nel 2000, percorre a piedi oltre 8 km per poter assistere, su una vecchia TV in bianco e nero, alla cerimonia di apertura dei Giochi olimpici di Sidney.
Nel 2001 decide di scrivere una lettera aperta sui sacrifici che sarebbe stato disposto a fare pur di poter vivere negli Stati Uniti d'America. La sua richiesta viene accolta e gli viene data la possibilità di vivere con una famiglia adottiva a Tully, nello stato di New York, in modo da diventare cittadino statunitense a tutti gli effetti.
Nel 2003 ritrova i genitori naturali, che credeva morti nella guerra civile: sua madre, venuta a conoscenza del fatto che il figlio è ancora vivo ed è fuggito negli Stati Uniti, riesce a chiamarlo, utilizzando per la prima volta il telefono. Nel 2007 Lomong ha la possibilità, grazie a un programma umanitario, di tornare in Africa e riabbracciarli.
Dal 2004 vince per tre volte il campionato dello stato di New York sui 1500 e nel 2007 si laurea campione NCAA.
Ai Giochi olimpici di Pechino 2008 è portabandiera per gli Stati Uniti d'America. La scelta ricade su di lui, e non su atleti più conosciuti, per mandare un forte messaggio politico al governo cinese. La Cina è infatti da tempo sotto accusa per gli aiuti al governo sudanese, ritenuto colpevole del genocidio del Darfur, oltre che per l'invasione e le torture in Tibet. In gara si ferma in semifinale.

## Palmarès
| Anno | Manifestazione   | Sede     | Evento        | Risultato  | Prestazione | Note                          |
| ---- | ---------------- | -------- | ------------- | ---------- | ----------- | ----------------------------- |
| 2008 | Giochi olimpici  | Pechino  | 1500 m piani  | Semifinale | 3'41"00     |                               |
| 2009 | Mondiali         | Berlino  | 1500 m piani  | 8º         | 3'37"62     |                               |
| 2012 | Mondiali indoor  | Istanbul | 3000 m piani  | 6º         | 7'44"16     | Miglior prestazione personale |
| 2012 | Giochi olimpici  | Londra   | 5000 m piani  | 10º        | 13'48"19    |                               |
| 2013 | Mondiali         | Mosca    | 1500 m piani  | Semifinale | 3'43"79     |                               |
| 2014 | Mondiali indoor  | Sopot    | 1500 m piani  | Batteria   | 3'48"06     |                               |
| 2015 | Campionati NACAC | San José | 5000 m piani  | Oro        | 13'57"53    | Record dei campionati         |
| 2018 | Campionati NACAC | Toronto  | 10000 m piani | Oro        | 29'49"03    |                               |
| 2019 | Mondiali         | Doha     | 10000 m piani | 7º         | 27'04"72    | Miglior prestazione personale |

## Campionati nazionali
2009
- Oro ai campionati statunitensi, 1500 m piani - 3'41"68

2010
- Oro ai campionati statunitensi, 1500 m piani - 3'50"83

2011
- 7º ai campionati statunitensi, 1500 m piani - 3'48"54

2012
- Bronzo ai campionati statunitensi, 5000 m piani - 13'24"47
- Argento ai campionati statunitensi indoor, 3000 m piani - 7'51"75

2013
- Bronzo ai campionati statunitensi, 1500 m piani - 3'45"69

2014
- Bronzo ai campionati statunitensi, 1500 m piani - 3'39"11
- Oro ai campionati statunitensi indoor, 1500 m piani - 3'43"09
- 4º ai campionati statunitensi indoor, 3000 m piani - 7'56"65

2015
- 6º ai campionati statunitensi, 5000 m piani - 13'53"64
- 8º ai campionati statunitensi indoor, 1500 m piani - 4'04"51

2016
- 10º ai campionati statunitensi, 5000 m piani - 13'51"19

2017
- 5º ai campionati statunitensi, 5000 m piani - 13'21"74

2018
- Oro ai campionati statunitensi, 10000 m piani - 28'58"38

2019
- Oro ai campionati statunitensi, 10000 m piani - 27'30"06

## Altre competizioni internazionali
2009
- Bronzo al London Grand Prix ( Londra), miglio - 3'53"35